# Poljana (Preko)
Poljana je naselje i lučica u istoimenoj uvali na središnjem dijelu istočne obale otoka Ugljana u Zadarskom kanalu. 
Jedno je od najmanjih mjesta na otoku Ugljanu. Nadovezuje se na mjesto Preko te se nalazi jugoistočno od mjesta Sutomišćica. Gospodarska je osnova poljodjelstvo, povrtlarstvo i maslinarstvo. 
Uvalu omeđuju s jedne strane slikoviti poluotok sv. Petar s romaničkom crkvicom sv. Petra iz 13. stoljeća te nizovi kuća s druge strane, okruženi uvijek obrađenim vrtovima. Mnoštvo bunara i izvora vode te veliki broj sunčanih sati razlog su da ovdje ljeti i zimi uspijevaju brojne vrste povrća i voća.
Poljana ima i svoje posebno narječje tj. način govora koji razumiju samo oni koji su odrasli tamo. 
Poljanaska zajednica Udruga mladeži Pojana svake godine organizira malonogometni turnir Pojonsko srce koji traje tjedan dana. Na natjecanju sudjeluju momčadi s cijelog zadarskog područja.
U Poljani ima sve više maldih s djecom pa je tako i parkić uređen baš za njih. Na Petru se nalazi nogometni teren s tribinama. U Poljani osnovnoškolci pohađaju prva 4 razreda, a svoje osnovno školovanje nastavljaju u Preku. 
Još jedan zanimljiv događaj je potezanje konopa koji se održava nakon nogometnog turnira. Konop potežu dvije strane sela - Petar i Centar. Nakon što odrasli potežu dva puta to isto čine i djeca. 

## Stanovništvo
| broj stanovnika | 437   | 495   | 534   | 642   | 744   | 728   | 900   | 803   | 848   | 843   | 713   | 694   | 448   | 448   | 270   | 294   | 321   |
|                 | 1857. | 1869. | 1880. | 1890. | 1900. | 1910. | 1921. | 1931. | 1948. | 1953. | 1961. | 1971. | 1981. | 1991. | 2001. | 2011. | 2021. |